# Гърленски храм-кладенец
Гърленският храм-кладенец е археологически обект, датиран към късната бронзова епоха, намиращ се северно от село Гърло, област Перник (България). Обектът представлява подземно сводесто помещение (толос), изградено над кладенец, към който води стълбище (дромос). Откривателката му, проф. Митова-Джонова го свързва с ранна фаза на културата, която по-късно изгражда постройките „нураги“ запазени на оостров Сардиния. Забележителното сходство с покрития кладенец при Балао дава основание за датирането към ХІІ-Х век пр.н.е. Културно-исторческите интерпретации на градежа остават в голяма степен хипотетични поради несистематичните научни изследвания.
Гърленският храм кладенец се различава коренно от всички подобни сардински обекти по своето теренно разполагане. На остров Сардиния всички свещени кладенци са разположени на съвършено равнинен платовиден терен. Според инж. Любомир Цонев в това се състои неговата уникалност – съоръжението е полувкопано в стръмен планински скат и изграждането му е било от изключителна сложност. Архитектурната реализация на съоръжението не е типична за тракийската култура, която се развива на Балканите след XV в.пр. Хр. Храм-кладенецът няма предшестващи го архитектурни съоръжения от същия тип, нито последващи такива. На Балканите съоръжението е уникален архитектурен паметник.
За популяризирането на обекта след 2004 г. изиграват важна роля многобройните статии на инж. Любомир Цонев, който е един от инициаторите на проекта „Балкански мегалити“.

## Откритие
Култовото съоръжение е открито при разкопки през 1972 г. от научен екип работещ под ръководството на проф. д-р Димитрина Митова-Джонова в местността Пусто Гърло западно от пролома Клисура образуван от Красавската река, на северния дял на Гребен планина (част от Плано-завалската верига), под връх Кула при село Гърло.
Първоначално се смята, че градежът е ранна разновидност на късните тесалийски куполни гробници, вкопани в планински скат, но при тях дромосът е на едно ниво с толоса. След като на пода се очертава широко отворена шахта, проф. Митова-Джонова стига до заключението, че се касае за сепулкрален (погребален) архитектурен паметник от нов вид – с несвойствено съчетание на шахтов гроб под голямо куполно засводяване. По време на археологическото проучване обаче тази първоначална хипотеза е отхвърлена, тъй като са разкрити кости на жертвени животни, които свидетелстват за култовия характер на градежа.
Проф. Митова-Джонова намира аналогии на съоръжението при древните водоемни съоръжения на Микена и Палестина. Тези съоръжения са с големи размери, но при тях отсъства толос и опейон.
По време на продължителното търсене на аналог на градежа проф. Митова-Джонова попада и на Протосардинската култура Нураги с нейните свещени кладенци (pozzo sacro) и по време на този процес през 1982 г. откривателката на Гърленския храм-кладенец посещава остров Сардиния, където обхожда много от свещените кладенци и кули-нураги намиращи се на средиземноморския остров. На място установява, че Храм-кладенецът при Балао напълно съответства като размери и градеж на кладенеца при село Гърло.
Според проф. Митова-Джонова храм-кладенецът при село Гърло е единственият сакрален градеж, аналогичен и синхронен на протосардинския кладенец Куккуру от Сетимо сан Пиетро, Сардиния. Подобно на същия сардински сакрален градеж, Гърленският храм-кладенец е бил елемент от сакрален комплекс. Западно от кладенеца по склона до към края на 1960-те години е съществувало каменно корито, изградено от четири каменни блока, наподобяващо долмен. На скалния масив над кладенеца според разкази на местни жители от село Гърло са били изписани рисунки. На около 700 – 800 m северозападно се е намира местността Русалимските гробища, където са били издигнати побити камъни (менхири) – днес унищожени.
По време на теренното проучване през 1972 г., което проф. Митова-Джонова осъществява по северозападния склон на връх Кула, тя отбелязва че по целия склон се наблюдават разсипи, аналогични на строителния материал ползван за изграждането на кладенеца. Обстоятелството, че този камък се намира по-високо над градежа, категорично разкрива наличието на друго, аналогично синхронно строителство, вероятно руините на селище.
Североизточният склон на връх Кула, който се спуска към Гърленската падина е осеян с малки и големи изворчета, а по време на археологическото проучване са документирани девет изворчета. На около 150 m. източно от храм-кладенеца е открита и малка римска баня (захранвана от подземните води), близо до която е и каптажът на селския водопровод. 
Интересна особеност е, че кладенецът е изграден при най-високия извор на планинския скат, този факт, както и твърде сложният архитектурен план на градежа потвърждават че съоръжението не е изградено да служи като обикновен битов водоем.

## Историческа идентификация
Историческото идентифициране на обекта е трудно. Поради липсата на подобни синхрони градежи, проф. Митова-Джонова намира аналогични такива – в случая градежи на обекти от същия тип и архитектура в същия стил в културата Нураги на остров Сардиния.
Древни подземни кладенци (pozzo di sacro) са известни не само от остров Сардиния, където те наброяват 70. но и от няколко други места по света:
- остров Кея (Κέα/Κέως), Гърция
- светилището на Асклепий на територията на гръцката колония Пантикапей край днешния град Керч, (разположена на Кримския полуостров)[14]

Мегалитни градежи с пред-нурагически (или прото-сардински) са открити в:
- Ел-Ахуат Израел[15][16][17]
- баптистерият от Картаген, Тунис[18]

В Сардиния мегалитните съоръжения изобилствали още в донурагическия период, като още в III хил. пр. Хр. съществува развита праисторическа култура. В края на II хил. пр. Хр. в резултат от нашествието на т.нар. морски народи и на острова се разпространили знания за добиването и обработката на метали, поради което и започва замяната на старите богато украсени гробници със строителството на кули-нураги.
Античната традиция свързва тези преобразувания с миграцията на баларите от североизточна Иберия (Сердан), която била обитавана от сордони и керетани. Аналогични нурагически култури имало през Бронзовата епоха и на Балеарските острови и Корсика. Най-важните и близки паралели на съоръжението от село Гърло се откриват при културата Нураги, на остров Сардиния. Обектът е единственият градеж, реализиран от носителите на Протосардинската култура „нураги“ в България и в частност на Балканския полуостров представлява особен научен интерес. Градежите на храм-кладенци оставени от Културата нураги документирани на остров Сардиния са седемдесет на брой, тридесет от които са много добре запазени. Изграждането им е датирано в периода ХІІ – Х в. пр. Хр. Основните им компоненти – подземен толос, в средата с кладенец, полупокрит дромос, каменна стълба в дромоса, която извежда на повърхността, и правоъгълно преддверие пред дромоса съвпадат с елементите на градежа на съоръжението край село Гърло. Най-близкият аналог на Гърленския храм-кладенец по строителен план е Храм-кладенецът при Балао, аналогична строителна техника се наблюдава и при свещения кладенец Куккуру при Сетимо сан Пиетро.
Носителите на Нурагическата култура били неиндоевропейски народ. Общоприето е мнението, че протосардинската култура нураги има месопотамски характер и че нейни носители са морският народ шардени/сардени/сордони. Нурагическата култура просъществувала до миграцията на етруските от Мала Азия в този регион. Някои артефакти от нурагическата култура показват аналогии с Етруското изкуство и със сходни изделия от Източното Средиземноморие.
Сходни на нурагите били торетата в Корсика, талайотите на Балеарските острови и сесиотите в Пантелерия.
Според известния етрусколог специалист по сардинска праистория – проф. Масимо Палотино, архитектурата на градежите, създадени от културата Нураги, е най-напредналата и усъвършенстваната от всички други съществуващи в Западното Средиземноморие по време на късната Бронзова епоха, включително и в сравнение с дрвеногръцките колонии, възникнали на Сардиния след VII век пр. Хр.

## Датиране
Датировката на Гърленския храм кладенец е дискусионна. Според проф. Митова-Джонова, съоръжението е изградено през XII век пр. Хр. – в късната Бронзова епоха и е синхроничен на селището и скалното светилище на източния склон под връх Кула. Тази датировка представя съоръжението като един от най-старите градежи на Балканския полуостров – по-ранен от долмените – първата гробищна архитектура, появили се на територията на Странджа, Сакар, Източните Родопи и Сърнена Средна гора през Желязната епоха, като датирането дори на тези съоръжения е твърде спорно.
По време на археологическото проучване на обекта са открити фрагмент от каменна брадва, дърво и кости на жертвени животни, което според проф. Митова-Джонова определя сакралната същност на обекта. Въз основа на тях и на обемноплановото му решение храм-кладенецът, според проф. Митова-Джонова намира пряка връзка с мегалитните градежи на Протосардинската култура Нураги и с предноазиатската култова архитектура.
Гърленският храм-кладенец е публикуван в научната литература с датиране към ХII в. пр. Хр., Храм-кладенецът при Балао е датиран към IХ в. пр. Хр., а светилището от Пантикапей – към V-VI в. пр. Хр., докато храмът-кладенец от село Гърло е отъждествяван от проф. Митова-Джонова с шумерския бог Енки, а свещеният кладенец от Балао (о-в Сардиния), както и останалите 70 кладенеца от Сардиния са свързани с неизяснен религиозен култ, който е безспорно свързан с почитането и обожествяването на подпочвените води.
Д-р Николай Дерменджиев посочва, че най-трудно обяснимият факт в паметника при село Гърло е технологията на градеж на толоса – в истински свод. Този метод се появява значително по-късно от предполагаемата дата на изграждане на съоръжението в късната Бронзова епоха. Това, заедно с наличието на издълбаните марки, напомнящи римски цифри (V и VI) в близост до входа в толоса и евентуалното късно засипване на съоръжението (през III-IV век сл. Хр. – в късната Античност), разколебава значително идеята за ранна датировка според д-р Дерменджиев.
Не е възможно датиране на съоръжението посредством маркерите за зимното и лятно слънцестоене, тъй като паметникът е бил изменен веднъж по време на иманярска инвазия през 1970-те и втори път в рамките на много спорната реставрация и консервация на съоръжението през 1980-те, когато важни елементи от конструкцията са били разместени и не се знае оригиналното им разположение.

## Находки
При археологическото проучване на кладенеца са намерени сравнително малко находки. Пред входа е открит един керамичен фрагмент, който според проф. Митова-Джонова е с подчертан източен, аналогичен характер. В самия кладенец на 4 m дълбочина под насип от ломен камък и пръст е открит фрагмент от кафява стъклена чаша с диаметър от 4,5 см, датираща от късната Античност. Тя най-вероятно е свързана със засипването на съоръжението през IV – V в. сл. Хр.
На самото дъно на кладенеца е открит фрагмент от каменна брадва или наконечник на рало. Също така са открити примитивно обработени отрязъци и вейки от дъб. Тяхното цепене и заостряне разкриват обработка с каменни оръдия. Според проф. Митова-Джонова откритието на тези артефакти и дъбови вейки на дъното на кладенеца е доказателство за ползването му за култови цели.
До южната стена на дромоса пред входа на толоса са открити кости от крайници на телци и говеда, рога и част от череп с рогата на бик. В самия толос са открити и части от скелети на други животински видове, сред които кости от три различни породи кучета, вълк, бик, дива и домашна котка, лисица, заек и водна костенурка.
Проф. Митова-Джонова свързва костите от дромоса с жертвоприношение към конкретно божество, докато костите от толоса според нея принадлежат на животни-тотеми, останали там след последното приношение, след като приносителите са напуснали този район, а коренните жители, очевидно не са имали отношение към този религиозен култ и са оставили костите от приношенията непокътнати.
На височина от 1,8 m в толоса, от дясно на входа, са издълбани 5 знака с височина от 2,5 до 5 см, наподобяващи римските цифри V, V, V и VI. Присъствието на тези знаци се възприема като наличие на цифрови означения, което се тълкува като вероятно календарно-астрономическо предназначение. Камъкът със знаците не е огряван от слънчева светлина, но се предполага, че тези марки вероятно представляват някакви числови отметки.
По време на консервационните работи извършени на обекта в средата на 1980-те, проф. Митова-Джонова открива фрагмент от керамична плочка с шумерско клинописно писмо. Находката е публикувана едва през 2012 г. от изследователката, но запазените знаци от клинописното писмо не са анализирани.

## Архитектура
Подземният храм-кладенец е изграден в малка котловина, в която са били налични много извори през праисторическите времена. Южната част от храм-кладенеца е вкопана в земята. Коридор (дромос) с дължина 7 m, с тринадесет каменни стъпала отвежда в кръгла сводеста (толос) зала – толос, в чийто център над извора е изграден кладенец с дълбочина 5 m. Кръглата зала има полусферично куполно покритие с отвор (опейон) в центъра. Коридорът (дромосът) е покрит с фалшив свод и е изграден посредством т.нар. „циклопска техника“. Над конзолно издадените стени на дромоса, над западната му част, пред входа на толоса е изградено стъпаловидно, мегалитно покритие. В стените на дромоса са проектирани две срещуположни ниши. Първата покривна плоча на тавана на коридора-стълбище почва от нивото на земята. После коридорът-стълбище слиза под земята и в центъра таванът е най-дълбоко под земята. Зидът на купола се издига до нивото на земята, където завършва с кръгъл светъл отвор (опейон).
Особен научен интерес представлява строителната техника застъпена при изграждането на храма. При входа на толоса и при покритието му са застъпени арка и полусферичен купол, изградени на натисков принцип.
При разглеждане на коридора-стълбище се установява следния преход – в горния край, при входа коридорът има трапецовидно сечение, като покритието е осъществено с огромни плочи от мегалитен тип (като при покривните плочи на долмените), които понасят тежестта на огъване. При слизане надолу тежестта върху тавана на коридора нараства, съответно ширината на тавана, респ. дължината на мегалитните плочи, намалява. В долния край тежестта е максимална, но там коридорът вече има триъгълно сечение, покритието вече не е плоско, плочесто, а е осъществено по техниката на каменния клин, чиято устойчивост се дължи на тесния ключов камък в центъра. Така по протежение на стълбището формата на напречното му сечение и конструкцията на покритието му се изменят постепенно, за да поеме растящата тежест от все по-дебелия слой суха каменна зидария, покриваща съоръжението. Покритието започва с мегалитно, плоско покритие и завършва с клиновидно покритие. Сложната конструктивна задача по изграждането на кладенеца е решена само със средствата на суха каменна зидария.
Стъпалата, такива, каквито са е в днешния си вид са променени от реставраторите и не отговарят на първоначално изградените в древността каменни стъпала, вкл. завоят от 90°.(На обекта липсва указателна табела, обозначаваща както самия храм, така и реконструкциите, направени по древното съоръжение от реставраторите). Ширината на стъпалата е варирала между 0,23 и 0,56 m, а височината им – между 0,13 и 0,24 m.
Западната част на толоса (подът във вътрешната част на храма) е разбита от иманяри.
Според проф. Митова-Джонова храм-кладенецът (макар и да има съвсем друго предназначение), повтаря прастария план на неолитната жилищна и култова архитектура от Месопотамия, която постепенно след самия край на Бронзовата епоха, започва да прониква все повече на северозапад, обхваща островна и континентална Гърция (Древна Елада) и в един сравнително ранен период – XIV – XII век пр. Хр. – достига до Горнострумските райони в пределите на Древна Тракия (днешните български земи). Като архитектурен вид и строителна техника храмът-кладенец при село Гърло стои най-близко до микенските строителни традиции. Като култово съдържание обаче е израз на преклонение към подпочвените води. Мегалитното съоръжение има паралели както на изток от Балканите в Палестина, така и на запад – в една неочаквана буквална аналогия при протосардинската мегалитна култура нураги.
Култовият градеж край село Гърло се разглежда и като част от проблема за произхода на куполните строежи в Тракия, който е твърде дискусионен и комплексен.
- Състояние на обекта при археологическото проучване
- Фрагмент от каменна брадва (наконечник)
- Дървен отрязък от каменна брадва (наконечник)
- Фосили открити на пода на толоса (вероятно на жертвени животни)
- Разрез на толоса от археологическото проучване
- Оригиналното стълбище и контрафорсът укрепващ северната стена на дромоса
- Поглед към кладенеца
- Арката на входа
- Нишата на северната страна на дромоса
- Оригиналния отвор на (опейона) купола отразен във водното огледало на кладенеца
- Циклопското покритие на дромоса
- Дромосът и стълбището
- Строителна техника на толоса – opus incentrum

## Предназначение
Според интерпретацията на проф. Митова-Джонова храм-кладенецът е посветен на шумерското мъжко божество Енки и символизира подземния океан Абзу – подвластни на същия бог. В своето пространно изследване на Протосардинската култура Нураги проф. Митова-Джонова отстоява тезата, че заселването и изграждането на храм-кладенеца край село Гърло е в резултат от миграциите на народи от азиатския дял на югозападна Евразия, предизвикани от селскостопанската и металургичната революция от Неолита и Бронзовата епоха.
През месец ноември 2014 г. НАИМ БАН организира конференцията „Праистория и протоистория на Сардиния“ съвместно с Италианския културен институт и Асоциация „Сардика“. В рамките на събитието проф. Джузепа Танда – ескперт по праистория и протоистория на Средиземноморието от Университета в Каляри посещава Гърленския храм-кладенец.
Проф. Танда открива конструктивни прилики с подобни обекти от територията на Сардиния. Тя отбелязва че строителният материал за градежа е различен, но не се ангажира с твърдение дали обектът е аналог на сардинските, или е възникнал по-рано или по-късно от тях. Най-вероятното му предназначение, според нея, би могло да е свързано с религиозен култ. Танда допуска възможността наоколо да има и останки от селище, което може да се потвърди с нови археологически проучвания.

## Археоастраномическо проучване
Гърленският храм-кладенец е разгледан подробно от Д-р Николай Дерменджиев в дисертационния труд „Методология на археоастраномическите изследвания. Анализ на обекти от територията на България“. По-нови изследвания по темата са публикувани от инж. Цонев и проф. Колев.
Според Дерменджиев всички астрономически хипотези в това древно съоръжение са свързани с линтела – оригиналният завършек на тавана на дромоса, чието първоначално местоположение е променено по време на реставрацията на съоръжението през 1980-те години.
Наличната документация от НИПК през 1983 г. сочи, че той е бил с 8,8 см. по-ниско от нивото, на което е закрепен и циментиран днес. Ширината на светлата проекция, хвърляна от линтела върху пода при входа на толоса, е по-малка, отколкото ширината на самия вход (при пода). Ето защо, от двете страни на светлата проекция са били наблюдавани два симетрични тъмни участъка с ширина около 4 – 5 см., които са позволявали точното центриране на светлата полоса в оста на съоръжението. Първоначалната хипотеза на Дерменджиев, е че линията на входа при толоса е служела за приемане на светлата проекция на равноденствието.
Оригиналната конфигурация на стълбите е заличена безвъзвратно. Проф. Митова-Джонова отбелязва, че ширината на отделните стъпала, измерена по дължината на стълбището, се увеличавала постепенно, слизайки надолу към вътрешността на помещението. Според Дерменджиев този феномен е бил свързан с проследяването на времеви интервали със стойност „две седмици“ (около 15 денонощия). Тези 15-дневки (на отместване), преминавайки от лятно към есенно равноденствие, увеличават хоризонталната си стъпка към вътрешността на съоръжението. И обратно – намаляват при движение от пролетно равноденствие към лятно. Това според д-р Дерменджиев е астрономическата логика на постепенното разширяване на стъпалата в посока към вътрешността на съоръжението.
Върху лицето на един от камъните, разположени на срещуположната на входа стена на толоса, е издълбана тънка линия. При по-внимателен оглед се вижда, че камъкът е поставен в най-горната част на една своеобразна „колонка“, изградена от плочести камъни, която изпъква добре в профила, на фона на правилния ход на хоризонталните каменни редове от зидарията. Това е едно нестандартно натрупване на вътрешното лице на стената (подобни не се виждат на други места). Д-р Дерменджиев изтъква тази поява като чисто астрономическа. Плочестите камъни от тази „вградена“ структура, е трябвало да образуват серия от успоредни линейни контури, които да „улавят“ светлата хоризонтална проекция на линтела по време на зимното слънцестоене или на Луната по време на минимална лунна деклинация. Тази изкуствената линия според Дерменджиев е „маркер на зимното слънцестоене“.
За голямо съжаление, линтелът не е открит непокътнат. Неговата масивна плоча и днес е наклонена навътре (горния, заден ръб), което показва вероятността тя при всяко поредно земетресение да се е измествала навън от центъра на съоръжението. Това движение обаче прави датировките все по-древни, тъй като намалява височината на хоризонта. Успоредно с това движение, в същата посока (на „одревняване“) е имало и пропадане на плочата (надолу). Според Дерменджиев, регистрираното положение на линтела по време на разкопките през 1972 г., е отразявало фаза от естественото разрушаване на паметника, при която този елемент е бил изнесен напред (навън) и едновременно с това пропаднал надолу. С колко и в каква посока остава неизвестно. Разместването на линтела компрометира напълно възможността за достоверна и прецизна астрономическа датировка на съоръжението.
В културата Нураги долните половини от стълбищата на всички подземни кладенци са напълно унищожени. Според Дерменджиев има закономерност при строителството на подобни съоръжения, която обяснява добре точно тази особеност на градежа. Стъпалата в тези съоръжения, или поне първите 6 (от долу-нагоре), които винаги са свързани със светлинни календарни ефекти, очевидно са били изработвани едва в самия край на строителните работи.
Според д-р Дерменджиев, „Храм кладенците“ са били полезни във всяко едно отношение съоръжения, защото са съчетавали две изключително ценни качества – достъп до питейна вода и календар, вграден по един ефективен и ненатрапващ се начин, в сърцевината („кухината“) на храма-водохранилище. Именно затова не са регистрирани опити за разрушаване на тези съоръжения (в Сардиния). Храмът при село Гърло например, също е съжителствал до времето на късната Античност с намиращата се непосредствено до него баня от римската епоха.
Последните археоастрономически проучвания на храм-кладенеца край село Гърло разглеждат съоръжението като: „маркер за настъпването на Зимното слънцестоене, което има разграничителна функция в рамките на календарния годишен цикъл, но не е бил третиран като прецизен календарен измерителен инструмент“. Любомир Цонев предлага нова археоастрономична хипотеза за съоръжението, която включва както използването на съоръжението за нуждите на култа към подземните води, привнесен от Протосардинската култура Нураги, така и отчитането на соларния култ. Според него в съоръжението е бил извършван ритуал, отбелязващ „раждането на новото слънце“ състоящ се в наблюдението на слънчевата кулминация през дромоса откъм толоса по време на зимното слънцестоене.

## Научни теории и хипотези
В своя последен научен труд проф. Димитрина Митова-Джонова „Произход и същност на протосардинските сакрални кладенци III-I хилядолетие пр. Хр.“ защитава хипотезата, че съществува връзка между протосардинската Култура Нураги, Яхвизма и Християнството. Нейното заключение е, че общото между Културата Нураги и шумероакадските предно-азиатските религии е било засвидетелствувано и от протосардинската пластика, в която най-широко е бил застъпен шлемът с рогата. С такива шлемове през II-I хил. пр. Хр. са изобразявани боговете Ану/Ан, Енлил и Енки, от религията на шумероакадите. Рогът е бил най-същественият атрибут и в цялата култура на Междуречието и в Предна Азия. Там не само боговете, но и свещенослужителите и светският персонаж от висшата класа носят шлем дори с няколко чифта рога. Цялостната иконографска връзка обаче между протосардинската пластика и религията на шумероакадите най-ясно е изявена при изображенията от цилиндричните печати. И докато при протосардинската пластика изображението на бога изобщо е липсвало, при сцените от шумероакадските печати то е заемало централно място. Затова може би точно чрез тях са маркирани едни от пътищата на предноазиатските преселници към Западното Средиземноморие.
Дерменджиев подчертава, че храм-кладенецът при село Гърло стои изолиран и самотен, в самия център на Балканския полуостров, без близки паралели. Разположен е в карстов район, където няма дефицити от вода, и в този смисъл култът към водата едва ли е бил особен приоритет за племената в района, що се отнася до автохтонното население, което без съмнение е било тракийско (агриани, леи). Специалната загриженост – да се изгради храм, върху карстов извор, по един явно вече добре „отработен“ и „канонизиран“, проект, е индикация за присъствието на етнически чужд елемент сред местните тракийски племена.
Няма как този паметник да се характеризира като „тракийска гробница“, защото е напълно изключено какъвто и да е човешки труп да бъде поставен в контакт със „свещената вода“.
Земите на днешния административен район Пернишка област са били богати на медни и оловни руди в древността и античността. Редица средновековни и антични извори показват, че в Западна България и Македония е имало етнически инфилтрации на специализирано население от металурзи.
Рударският тип население формира свой особен начин на живот, който е тясно свързан със строителството, често подземно. Съоръженията в култура Нураги също са дело на един такъв „етнос от металурзи“, понеже остров Сардиния е изключително богат на метали.
Според д-р Дерменджиев, паметникът при село Гърло може да се характеризира най-общо като дело на чужд етнически инфилтрат. По-точно – на специализирано в металургията население. То очевидно не се е задържало дълго време в тези земи, защото особената му храмова традиция не е получила развитие. Но в самото начало на престоя, това население е изпитвало нужда, вероятно по чисто религиозни причини (като например опазване от чуждото тракийско обкръжение), да направи свой „храм на водата“, според своите правила и традиции. Към това може да се добави, че строителите са въплътили, в новия храм, не само своите архитектурни „канони“ (сред които и истинския свод), но и своите календарни традиции. Последното е важно, особено за едно население, тръгнало по пътя на компактната
професионална емиграция. Такова население трудно се поддава на акултурация, защото то живее винаги изолирано и като правило има по-висок стандарт на живот. Традициите на такова население се спазват най-добре и най-дълго при наличието на собствен календар.
Мегалитните паметници, в частност нурагическите, обикновено са ориентирани така, че важни техни елементи да сочат към астрономически забележителни точки.
Според друга спекулативна хипотеза на арх. Данка Василева и инж. Костадин Димов древните ползватели на съоръжението са наблюдавали небесните тела, които са се виждали през „небесния отвор“ (на купола на кладенеца) в горната част на камерата. На дъното на кладенеца може да е имало параболично огледало и съоръжението да е функционирало като рефлекторен телескоп. Въпреки че не съответства дори на елементарни научни разбирания идеята се тиражира.

## Статут, консервация и реставрация
До 1970 г. храм-кладенецът е „запечатан“, но през следващата 1971 г. иманяри премахват покривна каменна плоча с дебелина 1 m, при което е бил разкрит отвор с диаметър около 1 m. По време на иманярската инвазия е премахнат и камък от основата на зида, точно на ъгъла, където стълбището свършва и преминава в куполната цилиндрична зала. Поради тази причина цялото съоръжение постепенно се е деформирало – погледнат отвътре навън, някога симетричният коридор сега е изкривен, а захлупващата плоча от арката над стълбището точно на границата между коридора-стълбище и залата е пропукана.
В процеса на експонирането му през 1980-те години специалистите от „Института за паметниците на културата“ провеждат реставрация, която се намесва чувствително в архитектурата на обекта и нарушава автентичността на градежа. Липсват детайлни данни за нанесените от реставраторите корекции в градежа, но са внесени поне две значителни промени в оригиналния градеж:
- Горният край на стълбището, в откритата му част е бил доизграден за удобство на посетителите завой на 90°, който да изведе оригиналното стълбище от дълбочина 1.5 m до нивото на околния терен. Такъв завой не имало в оригиналното стълбище, т.е. то вече не е автентично.
- Отворът на купола е значително разширен спрямо оригиналния такъв. Според проф. Митова-Джонова оригиналният отвор вероятно е бил колкото диаметъра на кладенеца, т.е. 1 – 1.5 m, докато реставраторите са си позволили да го разширят до диаметър над 2 m.

След 1989 г. археологическият обект е изоставен без грижа от компетентните власти и институции. Изграденият предпазен навес рухва през 2008 година. Според непроверени източници през последните години е имало предложение археологическият паметник да бъде заровен с пръст, за да бъде предпазван от иманярски набези.
Сатутът на Гърленски храм-кладенец е неясен. Паметникът се стопанисва от Община Брезник и Регионалният исторически музей в гр. Перник. Според данни обнародвани на уеб сайта на Община Брезник, храм-кладенецът се ползва със статут на паметник с Национално значение, въпреки че според уебсайта на „Националния институт за недвижимо културно наследство“ липсват данни за този обект.
Електронното издание на областния всекидневник „Градски вестник“ твърди, че древното съоръжение е под егидата на ЮНЕСКО, но никъде в регистрите на организацията това не е отбелязано. При откриването му е съществувало намерение обектът да бъде предложен за вписване в регистъра на Световно културно наследство на ЮНЕСКО, но тези планове са били изоставени.
Община Брезник все още не е предприела мерки за включването на обекта към списъка с регистрирани културни ценности (чл. 64, ал.1,3 от Закона за културното наследство). Към края на 2019 година статутът на обекта е все още неясен, въпреки че той може да бъде причислен към категорията на недвижимите културни ценности. Моментното състояние на паметника застрашава неговата цялост. РИМ-Перник, както и Община Брезник следва да вземат мерки по неговото укрепване, реставриране и опазване (чл. 72, ал. 2).
Според електронното издание – „Перник Днес“ към историческия обект е бил проявен интерес от Провинция Нуоро, о-в. Сардиния, Италия през януари 2008 г., като официални лица са изразили готовност да помогнат за спасяването на култовото съоръжение. Първоначалният план е бил община Перник да подготви съвместни проекти с община Озерей, провинция Нуоро, с които да кандидатства за финансиране от европейските фондове за защита и консервация на съоръжението.
Единодействието е в рамките на подписани договор за сътрудничество между двата града. Няма данни за съществуването на гореспоменатия проект между двете общини, нито за предприети стъпки по осъществяването на това сътрудничество.
През април 2012 г. група от астроархеолози, геофизици, и учени от БАН от още няколко области, правят опис на храм-кладенеца, за да се допълни експертното становище за разгадаване на предназначението му.
През същата 2012 г. клуб „Ленд Ровър и приятели – България“ съвместно с проект „Балкански мегалити“ и портал „Нашето отечество България“ провежда еднодневна експедиция за прочистване на пътя към археологическия обект като премахва гъстата паразитна растителност, която пречи на достъпа до съоръжението.
Към края на 2019 г., състоянието на уникалния археологически обект е лошо. Непрекъснато е посещаван от иманяри, които го разрушават в опитите си да намерят ценни артефакти. Нееднократно различни медии сигнализират, че безотговорните търсачи на богатства развалят уникалния градеж, за да търсят злато зад камъните.
(В близост до всички мегалитни градежи от подобен род никога не са били заравяни каквито и да е ценни артефакти или злато.) Сигнализира се също, че съществува спешна нужда от възстановяване на разрушения навес, укрепване и консервиране на археологическия обект. На обекта няма постоянна охрана, служители отговарящи за стопанисването на обекта или видео наблюдение. Защитата на съоръжението е важна за предпазването на обекта от иманярските набези и осигуряването на обезопасяването му в това отношение.
Храм-кладенецът се почиства при инициативи на частни лица, които в безвъзмездни акции премахват паразитната растителност, защото ако се допусне в процепите между скалните блокчета да израстат цели дръвчета, това би било причина за напукване на сухата зидария.
Храм-кладенецът е сравнително неизвестен, както в България, така и извън пределите на страната. Освен действия в насока подобряване състоянието на археологическия обект, липсват, каквито и да е опити за популяризиране на съоръжението, като обект на културно-исторически туризъм. Лошата инфраструктура затруднява достъпа до местността Пусто Гърло. Черният път водещ до съоръжението минава през територията на микроязовир Красава, която е вододайна зона и съответно достъпът за външни лица е забранен, макар и тази забрана да не се спазва. През есенния ловен сезон местността е популярна сред местните ловни дружини и достъпът за туристи би могъл да е опасен. Липсват табели с разяснителна информация за посетителите.
През месец януари 2018 г. е обявено, че МК е отпуснало на Община Брезник 156 000 лева за изграждане на двукилометров полски път до съоръжението.
Камери за денонощно видеонаблюдение са монтирани при обекта през месец ноември 2020 година.
- Актуално състояние на обекта
- Поглед към толоса от нивото на терена
- Циклопското покритие на дромоса
- Издълбавания в камък на западната стена на толоса
- Поглед към дромоса от нивото на толоса
- Поглед към вътрешността
- Поглед към вътрешността от нивото на терена
- Кладенецът
- Вътрешността на съоръжението (заснета от нивото на околния терен)
- Добавените каменни стъпала
- Подът при западната страна разрушен от иманяри

## Свързаност с други археологически обекти и артефакти
Религията на най-раните обитатели на Пернишка област от епохата на Неолита и Бронзовата епоха е все още недостатъчно добре проучена. Научните теренни проучвания от 1970-те години проведени от проф. Димитрина Митова-Джонова откриват безценни артефакти и обекти от голямо значение за развитието на културата на първите обитатели на района. Най-ранните паметници, пряко свързани с религията и сакралните ритуали са скалните светилища при село Берайнци, село Долна Секирна, село Долна Мелна, село Парамун, село Долни Романци и при град Брезник в местността Чуряк, на източния склон на Брезнишко бърдо. Подземният куполен храм-кладенец край село Гърло е единственият археологически проучен паметник свързан с ранната праисторическа религия на първите заселници в пределите на Западна България.
Непосредствено над храма е съществувало светилище. По спомени на местни жители по околните скали в миналото по скалния масив в местността Кула са били запазени врязани знаци, рисунки и едно малко каменно корито (поставено в близост с храм-кладенеца), за което има данни че е било непокътнато до началото 1970-те години. В свой труд Кръстю Миятев споменава за побити камъни (менхири) от т.нар. „Русалимско гробище“ (в близост до съседното село Билинци и Билинския манастир), които са били на разстояние 700 – 800 m северозападно от храма-кладенец. Според неговото описанието, това са били наредени в редица необработени менхири, които често съпровождат Културата Нураги на остров Сардиния. По време на разкопките на обекта тези сведения са потвърдени пред проф. Митова-Джонова от местни жители на село Гърло. Според нея, споменатите паметници са отделни елементи от Нурагическата култура и съставляват част от култ към Луната като допълват характера на храм-кладенеца. При тях, както при иманярските изкопи открити около култовото съоръжение, така и при изваждането им за употреба като строителен материал за строящ се наблизо асфалтов път не са били намерени никакви археологически материали.
Изграждането на мегалитното съоръжение и на целия култов комплекс при село Гърло е една от големите загадки за българската археология. Дали преселници-представили на Протосардинската култура на нурагите са пожелали да имат в новото си място на заселване свой храм или върнали се в родината си след дълга миграция местни обитатели, са довели строители, за да им изградят такова съоръжение поради някаква причина са открити въпроси за археологическата наука. Фактът че култовото съоръжение е почти изцяло запазено прави от него уникален исторически паметник с огромна важност за културно-историческото наследство на България.
В своите теренни проучвания в Горнострумските райони проф. Митова-Джонова открива още три дълбоки кладенеца – един при село Долни Раковец и два при село Долна Секирна, които остават непроучени. В своите научни публикации проф. Митова-Джонова подчертава, че изграждането на въпросните съоръжения на планински скатове, изолирани и далеч от големи селища е показателен и връзката им с храм-кладенеца край село Гърло е възможна.
- Праисторическо селище в местността Кула (село Гърло, община Брезник)

В местността Кула, на източния склон на Гребен планина, над Красавската река в близост до местността Пусто гърло, през 1970-те години, археолозите са открили единични фрагменти от праисторическа керамика. Между дебелостенната, сивочерна, груба керамика има фрагменти от широко отворени купи, декорирани с изрязани орнаменти, запълнени с бяла пастозна материя. Въз основа на декоративните мотиви и инкрустационната декоративна техника, като тези фрагменти са датирани към късната Бронзова епоха. В наши дни, цялото селище е залесено, като малка незалесена площ има около скалите. Обхватът на праисторическото селище е трудно определим. То е било изградено над храм-кладенеца от същата епоха и без съмнение е било свързано с него.
Тези данни, както и внушаващите скални масиви от местността Кула, където се наблюдават и силно изветрели скални ниши, несъмнено са свързани със соларния култ и дават основание на проф. Митова-Джонова да допусне, че на околните върхове и възвишения е имало светилища и че селището е било свързано с култовите места – от скалните масиви до подножието, където е разположен храм-кладенецът.
- Каменна антропоморфна скулптурна стела от гара Калище

Артефактът принадлежи към далечната северозападно-черноморска антропоморфна пластика, включена в Източния азиатски дял на Югозападна Евразия. Кордонът, падащ върху късия нож и широкия пояс с декорация и подаващите се под него два края с ресни на пояса и огърлица на врата маркират принадлежността на представената личност във висша йерархия, а представената под пояса къса брадва и четриъгълник, може би представляват отвор на шахта, фланкиран от две стъпала на един индивид дават основание на проф. Митова-Джонова да свърже артефакта с рударството и металодобива и да го отъждестви с фигурата на редемптора (организатор на металургичната група и еквивалент на жреца-воин от храмовата формация при протосардинската култура Нураги).
Находката е открита в местността Хайдушки лак край село Калище и е публикувана за пръв път от българската археоложка Горанка Тончева през 1971 година. Стелата е интерпретирана първоначално като статуя на тракийски вожд. Години по-късно проф. Митова-Джонова при изследванията си върху Сардинската жреческа храмова формация разпознава в стелата аналог на подобни идентични находки от о-в Корсика и село Федоровка (при река Ингул, Украйна).
- Шарденски шлем с рога от Тракия (Гробница при село Брестник, Област Пловдив)

Шарденският шлем с рога е единственият добре запазен артефакт от подобен вид открит на територията на България, отнесен безспорно към морските народи, участвали заедно със сардите и филистимците в Морската битка на египетския фараон Рамзес III. Той е синхронен на гробницата от Пестум (Апенините), свързан със смъртта на шардени, придружени от филистимци, които без съмнение са участвали във войните от централния и западен дял на Югозападна Евразия.
Култовите съоръжения и селища, които безспорно принадлежат на I хил. пр. Хр., в което е бил изграден и е функционирал храм-кладенецът са следните:
- Праисторическо светилище (връх Чуката, село Парамун, община Трън)

- Праисторическо светилище Мала Гарваница (село Берайнци, община Трън)

- Праисторическо мегалитно светилище (връх Св. Петър, с. Горна Секирна, община Брезник)

## Пътеводител
На около 4 km след Брезник вдясно от пътя за Трън е отбивката за село Гърло. Разклонът е маркиран с табели за село Гърло и село Видрица.
Към село Гърло води асфалтов път, който стига до центъра на селото, където излиза на широк триъгълен площад. През десния изход на триъгълния площад се продължава по стар асфалтов път на север. Пътят минава край петнадесетина къщи и излиза от селото. Продължава до промишлено предприятие, обозначено с табела. Асфалтовата настилка свършва до портала на предприятието. Нататък пътят е покрит с чакълена настилка и продължава през махала Старо Гърло, където от двете страни на селския път има разположени около десет къщи. След махалата започва черен път, който след около 2 km води до стената на микроязовир „Красава“. Веднага след последната къща от дясната страна на черния път се забелязват масивните християнски надгробни паметници на средновековно гробище.
На две места пътят се пресича от воден поток, който често наводнява образувалите се от автомобили коловози. (При дъжд или мокро време, потокът може да се премине само с високо проходим автомобил 4х4.)
По черния път се стига до бариерата пред стената на „Микроязовир Красава“. От там до археологическия обект се върви пеша. Няма указателна табела и пътеката към обекта не е маркирана. (За допълнителни указания може да се пита охраната на микроязовира в малката постройка отстояща на около 50 m от бариерата).
От стената до храм-кладенеца пътят се изминава за около 15 минути.
Минава се по стената-насип. Пресича се желязното мостче над бетонния преливник на язовира. Пътеката (която не е маркирана) се извива по стръмен склон обрасъл с храсти. Някъде по средата на склона има триангулационна точка (бетонна колона висока 1 метър). Храм-кладенецът се намира на източния склон на хълма. От триангулачната точка до кладенеца най-лесно се стига по пътеката, която се спуска към брега на язовира.
Пътеката води до телена ограда заграждаща източния бряг. Върви се успоредно на оградата и се стига до бетонен каптаж. От каптажа трябва да се изкачи склона право нагоре (посока запад).
Склонът е обрасъл с гъста гора и храсти. Следите от пътеката (ако е имало такава) са заличени, няма никакви ориентири за кладенеца. Върви се направо нагоре през гората и след 100 m се стига до терасата, ограждаща кладенеца.
GPS координатите непосредствено до купола на кладенеца са: N 42° 47´ 13,51”; E 22° 50´ 53,92”.
До съоръжението може да се стигне и по алтернативен маршрут през близкото село Красава. По шосето за селото пътят следва отбивка вляво за микроязовир Красава.